# 竹葉リサ
竹葉 リサ（たけば りさ、1983年 - ）は、日本の映画監督、脚本家、小説家。

## 来歴・人物
初の長編『さまよう小指』がゆうばり国際ファンタスティック映画祭2014で最高賞とシネガーアワードを受賞。ロッテルダム国際映画祭、シッチェス・カタロニア国際映画祭にも招待された。2作目の長編『春子超常現象研究所』は同上の映画祭、モスクワ国際映画祭でも上映。『オルジャスの白い馬』は、オール・カザフスタンロケで日本・カザフスタン初の海外共同制作で、アジア最大級の釜山国際映画祭のオープニング作品に選ばれ、日本勢として16年ぶりの快挙となった。長編ホラー『シグナル100』はシッチェス映画祭、ブリュッセル国際ファンタスティック映画祭など世界のファンタスティック映画祭で上映されている。

## フィルモグラフィー

### 映画
- さまよう小指 （2014年9月公開） - 監督・脚本
- 春子超常現象研究所 （2015年12月公開） - 監督・脚本・原案
- オルジャスの白い馬 （2020年1月公開） - 監督・脚本
- シグナル100 （2020年1月公開） - 監督

### 短編映画
- 花の喉の男の話 （2008年） - 監督・脚本・撮影・編集
- 夏の移動図書館 （2009年） - 監督・脚本
- 世界で一番美しい辞書 （2010年） - 監督・脚本・編集(小津安二郎記念蓼科高原映画祭・短編映画コンクール)
- お願い！100回死んでくれ （2011年） - 監督・脚本・編集（ゆうばり国際ファンタスティック映画祭、仁川ファンタスティック国際映画祭）
- さすらいのエイリアン～私立探偵ロビン （2012年） - 監督・脚本・編集（ロッテルダム映画祭、ゆうばり国際ファンタスティック映画祭）

### MV
- ゴスペラーズ「BRIDGE」メイキング
- 黒木渚「君が私をダメにする」
- Kukatachii「Passerby」
- HOWL BE QUIET「幽霊に会えたら」
- Kukatachii「Dance till the Morning」

### アニメーション
- 「大きくなったら何になる？」 - 監督・脚本　（原作 - 大海赫、製作 - マジックバス）
- 東京MXテレビ 人形アニメ「働くお兄さん!」オープニング　シーズン♯１ - プランナー・ディレクター
- 東京MXテレビ 人形アニメ「働くお兄さん!」オープニング　シーズン♯2 - プランナー・ディレクター

### LIVEステージ映像
- 黒木渚 EX THEATER ROPPONGI アニメーション

### TVCM・その他
- みずほ銀行「宝くじで綺麗になろう。」 - プランナー
- 協和「ランドセルデビュー」 - プランナー
- 明治製菓「ここさけ＆あの花×明治チョコレーレートコラボ」 - プランナー・ディレクター
- さかなくんWEB番組 - ディレクター

## 編著書

### 小説
- 『春子超常現象研究所』（双葉社） - 同名映画の原作

### その他
- アキシブproject「乱れ髪ファイティングガール」 - 作詞
- 吉本興業　絵本「なんかへん」 - 構成
- kukatachii アルバム『SYN』 - デザイナー

## 受賞歴・映画祭
- 毎日広告デザイン賞　毎日広告デザイン賞　コピーライター
- さまよう小指 （2014年） ゆうばり国際ファンタスティック映画祭グランプリ・プレスアワード2冠、ロッテルダム国際映画祭(Bright Feature 部門）、シッチェス・カタロニア国際映画祭、プチョン国際ファンタスティック映画祭、他
- 春子超常現象研究所 （2015年） モスクワ国際映画祭、ロッテルダム国際映画祭（コンペティション部門）、シッチェス・カタロニア国際映画祭、南アフリカ国際映画祭、香港国際映画祭、プチョン国際ファンタスティック映画祭、ゆうばり国際ファンタスティック映画祭ベスト俳優賞、他
- オルジャスの白い馬 （2020年） 日本×カザフスタン共同製作映画、釡山国際映画祭オープニング作品（日本映画16年ぶりの快挙）、東京国際映画祭、ヨーテボリ国際映画祭、香港国際映画祭、他
- シグナル100 （2020年）　シッチェス・カタロニア国際映画祭、ブリュッセル国際ファンタスティック映画祭、ハワイ映画祭、他